# Oligodectes
Oligodectes is een geslacht van rechtvleugeligen uit de familie sabelsprinkhanen (Tettigoniidae). De wetenschappelijke naam van dit geslacht is voor het eerst geldig gepubliceerd in 1985 door Rentz.

## Soorten
Het geslacht Oligodectes omvat de volgende soorten:
- Oligodectes longicercus Rentz, 1985
- Oligodectes mallee Rentz, 1985
- Oligodectes pallens Rentz, 1985
- Oligodectes urostegus Rentz, 1985